# 皆成院
皆成院（かいじょういん）は、鳥取県東伯郡三朝町にある天台宗の寺院で、個人・グループ・会社等の研修施設であり、座禅・写経などが体験できる施設である。　また、参拝者・登山者が気軽に宿泊できる宿坊である。精進料理が有名で、多くの出版されている本に掲載され、紹介されている。山号は三徳山。本尊は薬師瑠璃光如来。住職は清水成眞。

## 札所
- 中国四十九薬師霊場第43番札所